# Chicago Tunnel Company
La Chicago Tunnel Company (connue sous l'acronyme CTC) est, de 1899 à 1959, le constructeur et l'exploitant d'un réseau de tunnels de fret ferroviaire à voie étroite (écartement de 2 pieds, 610 mm) sous le centre-ville de Chicago (Illinois). Son exploitation était régentée par l'Interstate Commerce Commission comme un service interurbain, même s'il fonctionnait entièrement sous le centre de Chicago, ne transportait pas de passagers et était entièrement souterrain. Il a inspiré la construction du London Post Office Railway.

## Histoire

### Premiers tunnels

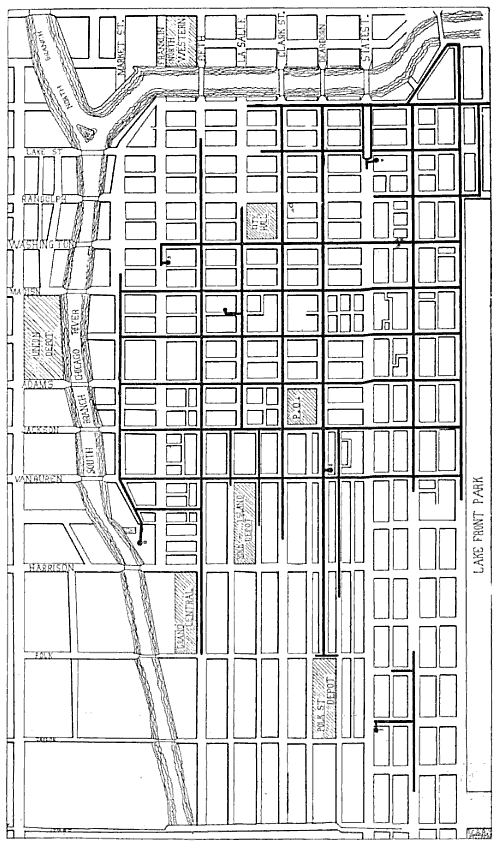
Carte du système de 1902, tunnels représentés en noir. Les puits de construction sont matérialisés par des points sur le côté.

En 1899, la ville de Chicago accorde à la nouvelle société Illinois Telephone and Telegraph Company le droit de construire des tunnels utilitaires sous les rues de Chicago afin d'y implanter son futur réseau de câbles téléphoniques. Les plans initiaux prévoient d'utiliser l'essentiel du volume de ces tunnels pour les câbles téléphoniques, laissant un passage de 6 pieds (1,83 m) sur 14 pouces (35,56 cm) pour l'entretien. La ville leur ayant refusé le droit de creuser des puits d'accès dans la chaussée à travers lesquels les câbles pourraient être déroulés dans les tunnels, les plans sont modifiés pour inclure des rails afin de transporter les bobines de câbles,,. La ville n'est alors pas pleinement au courant de la nature du tunnel et les 16 premiers milles (25,750 km) de tunnel sont creusés de manière quelque peu clandestine, en travaillant depuis le sous-sol d'un saloon et en évacuant les déblais après minuit.
La fonction initiale du chemin de fer à voie étroite sous les câbles téléphoniques se limite à l'évacuation des débris d'excavation et au transport des bobines de câbles servant aux lignes téléphoniques, mais l'entreprise ambitionne de développer un réseau de transport sans solliciter l'aval des autorités. Lorsque la municipalité apprend l'existence de ce chemin de fer en construction, les travaux sont suspendus en avril 1902.
En 1903, l'entreprise renégocie sa franchise pour permettre l'utilisation de ce chemin de fer pour un service commercial de fret et de courrier. Au début de 1905, ce réseau en construction est repris par l'Illinois Tunnel Company. À ce moment-là, 26 milles (41,842944 km) sur les 60 milles (96,56064 km) de tunnel sont terminés,. Les travaux de construction proprement dits étant sous-traités à l'Illinois Telephone Construction Company, sous la direction de George W. Jackson (1861-1922),,,.
D'après l'auteur Upton Sinclair qui mentionne la construction du réseau de chemin de fer sous le couvert d'installations téléphoniques, ce projet doit permettre de miner la capacité d'action du Syndicat des routiers (Teamsters).

### Refinancement
En 1904, l'argent de la première levée de fonds pour la construction souterraine a été en grande partie dépensée. Une offre de financement a été organisée par James Stillman de la National City Bank de New York, avec le soutien public de Edward H. Harriman, Jacob H. Schiff et Patrick A. Valentine, tous directeurs de cette banque. Forte de ce capital, la Chicago Subway Company, constituée dans le New Jersey, devient la nouvelle société en holding propriétaire de ce système de tunnels,.
La Chicago Warehouse and Terminal Company est une filiale créée en 1904 pour construire et exploiter les terminaux de ce réseau destinés à l'échange de marchandises avec les chemins de fer et d'autres transporteurs.

### Premières difficultés
L'Illinois Tunnel Company continue à étendre le système de tunnels pour servir une clientèle croissante jusqu'en 1908, lorsque les employés ont rejoint le syndicat de l'Association amalgamée des employés des tramways et chemins de fer électriques. La compagnie refuse à ses employés le droit de se syndiquer, licenciant des membres du personnel. Malgré l'intervention du député William Lorimer, les 260 salariés se mettent en grève le 9 mai, l'entreprise embauchant des briseurs de grève et refusant de réembaucher les grévistes.
La Chicago Tunnel Company a rencontré des problèmes lors de l'expansion de sa toile. En novembre 1906, le Chicago Board of Local Improvements annonce qu'il envisage d'élargir Halsted Street entre Chicago Avenue et la 22e rue. 300 propriétaires fonciers de Halsted Street, représentés par le cabinet d'avocats Adler & Lederer (maintenant connu sous le nom d'Arnstein & Lehr, LLP), se mobilisent contre l'élargissement de la voirie car cela nuirait à leurs affaires et entraînerait des dépenses et évaluations onéreuses. L'avocat Charles Lederer fait valoir que derrière ce projet se trouve une entreprise de corruption en vue de construire une connexion souterraine aux abattoirs de la ville (Union Stock Yards) qui seraient dotés d'un accès au chemin de fer.

### Faillite et réorganisation

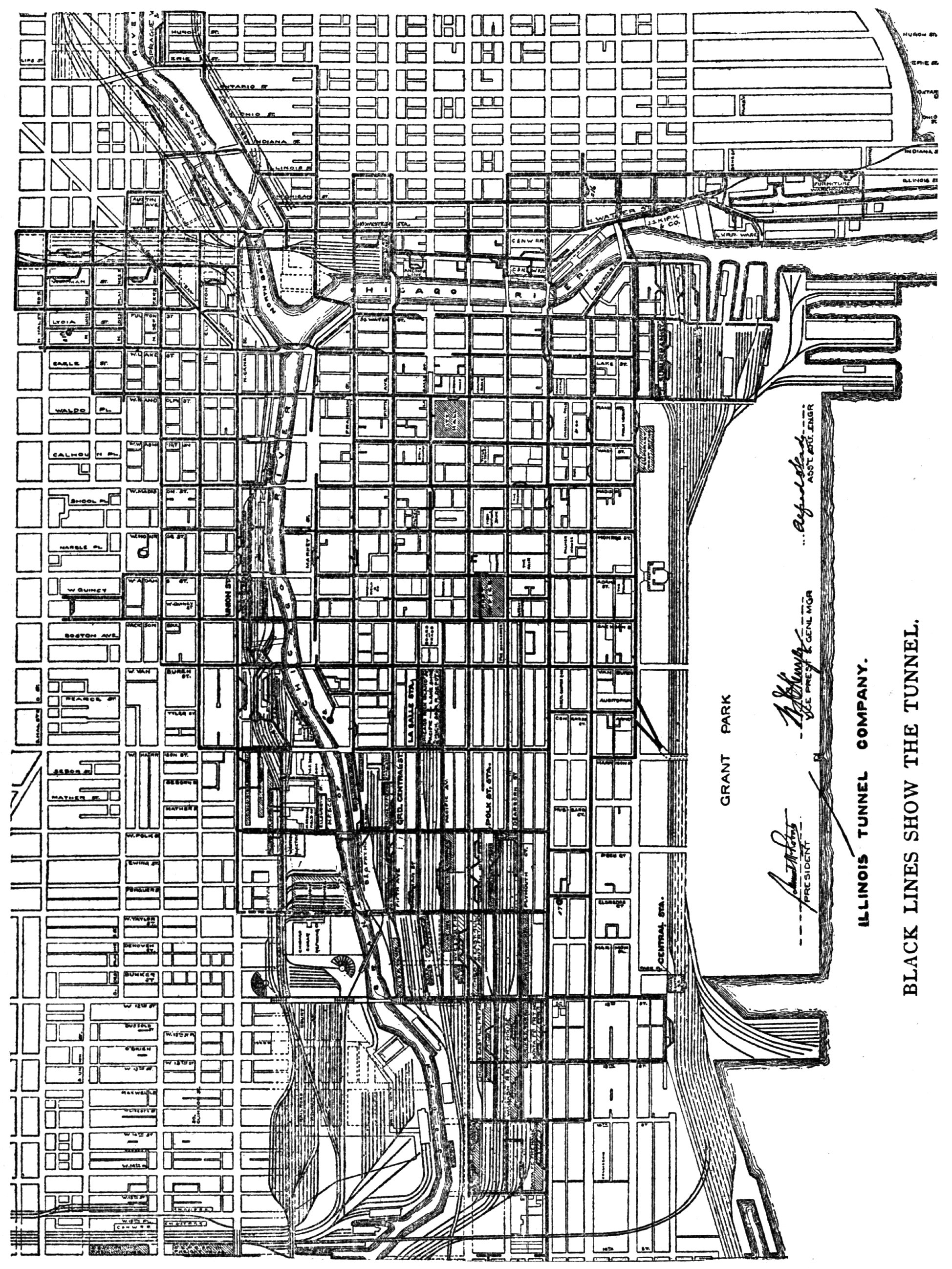
Carte du système de 1910 où les tunnels sont représentés en noir. Leur étendue à cette époque est de près de.

Les dépenses de construction finiront par mettre mis l'Illinois Tunnel Company en faillite en 1909. À cette époque, on estime que 30 millions de dollars ont été dépensés pour la construction et l’exploitation du tunnel. La vente en liquidation est finalisée en 1912, donnant naissance à la Chicago Tunnel Company, une filiale en propriété exclusive de la Chicago Utilities Company, acquérant tous les actifs de l'ancienne firme et de ses sociétés affiliées, la Chicago Warehouse and Terminal Company et l'Illinois Telephone and Telegraph Company. En 1913, la Chicago Tunnel Company accepte de vendre ses activités téléphoniques à l'American Telephone and Telegraph Company, l'approbation réglementaire retardant la vente effective jusqu'en 1916. Tous les câbles téléphoniques ont été retirés des tunnels en 1920,.
En 1914, environ 60 milles (96,56064 km) de tunnel ont été construits, généralement 7 pieds 6 pouces de haut (2,3 m) et 6 pieds (1,8288 m) large, avec une voie à écartement de 2 pieds (609,6 mm). 19 ascenseurs relient le tunnel aux clients et cinq monte-charge desservent des gares publiques où le fret peut être déposé ou récupéré. Le chemin de fer exploite 132 locomotives électriques, généralement 50 chevaux impériaux (37,284993579114 kW) chacun, et dispose de d'un total 2 042 wagons de marchandises ordinaire, 350 wagons d'excavation et 235 wagons pour le trafic de charbon et de cendres. En 1914, la société du tunnel a transporté 609 320 tonnes courtes (552 765,8 t) de fret, dont 275 218 de marchandises (249 673,5 t), le reste étant vraisemblablement du charbon, des cendres de chafferie et des débris d'excavation.
De 1912 aux années 1930, la société est dirigée par Sherman Weld Tracy. Elle n'a jamais été très profitable, mais a pour autant évité la mise sous séquestre, la plupart des actions étant détenues par J. Ogden Armour, EH Harriman et leurs héritiers. Une autre grève des conducteurs et débardeurs est initiée en 1937 mais ne dure qu'un seul jour.

### Conflit avec le métro
Les projets de mise en souterrain du métro de Chicago remontent au début du XXe siècle, et les permis originaux pour creuser les tunnels de marchandises autorisaient le futur développement du métro par dessus en tranchée couverte à une profondeur inférieure. Dans les années 1930, lorsque la Chicago Rapid Transit Company et la ville ont finalisé la conception des métros sous State Street et Dearborn Street, le choix est finalement fait de supprimer les tunnels de marchandises de ces rues au profit de ceux du métro. Les plans prévoient de creuser dans l'argile bleue en suivant le tracé des tunnels de fret lesquels servent à l'enlèvement des débris d'excavation grâce à la Chicago Tunnel Company. Ces tunnels disparaissent au fur et à mesure de l'avancement de ces lignes de métro au gabarit plus large.

### Faillite
La Chicago Tunnel Company fait faillite en 1956 et a demandé une restructuration en 1956. Elle tente initialement de rompre les liens avec la société holding en faillite, affirmant qu'elle pourrait fonctionner avec profit, mais en 1959, la Chicago Tunnel Company a demandé une l'autorisation d'abandonner son réseau. L'Interstate Commerce Commission a consenti à l'abandon en juillet et les actifs du tunnel ont été vendus aux enchères pour 64 000 $ en octobre. Le matériel roulant et les installations électriques ont été ferraillés.
De nos jours, une partie des tunnels sont toujours utilisés pour les câbles d'alimentation et de communication. Le Chicago Tribune, un des principaux quotidiens de la ville, a continué à utiliser le réseau de tunnels sur la distance de 1 400 pieds (426,72 m) entre la Tribune Tower et ses entrepôts de North Water Street, transportant depuis 1934 par ses propres moyens les journaux imprimés ainsi que les cendres. Cette activité prend fin en 1982 lorsque le service d'impression déménage à une autre adresse.

### Inondation
À la fin de 1991, près du pont de Kinzie Street, alors qu'un nouvel ensemble de pilotis (collectivement connus sous le nom de « dolphin ») est enfoncé dans le lit de la rivière Chicago pour empêcher les barges de heurter le pont, une erreur de calcul a été commise, occasionnant de graves dommages à la voûte du tunnel située directement sous la rivière.
Le risque d'inondation avait été pris en compte par l'ingénieur en chef George W. Jackson qui a construit le système de tunnels. En 1909, il avait breveté une cloison portable utilisable pour sceller les sections de tunnel inondées. Les promoteurs du tunnel étaient également préoccupés par le risque d'inondation posé par les efforts de lutte anti-incendie dans les bâtiments reliés aux tunnels : si un immeuble venait à prendre feu, d'immenses quantités d'eau pourraient se déverser par les cages d’ascenseur et les raccordements en sous-sol. Pour faire face à ce risque, des portes coupe-feu étanches ont été installées dans toutes les liaisons aux bâtiments. Les infiltrations d'eau dans les tunnels sous la rivière Chicago étaient devenues monnaie courante en 1913 ; pour y remédier, la compagnie a percé des trous dans la paroi du tunnel et pompé du coulis à haute pression dans le sol entourant les parois du tunnel, à proximité de la fuite.
Début 1992, un employé du réseau de télévision par câble utilisant le tunnel sous la rivière Chicago filme de la boue et de l'eau suintant à l'endroit où les pilotis en bois avaient fissuré la paroi du tunnel. Les supports avaient été enfoncés à seulement quelques mètres du côté du tunnel et la base de plusieurs colonnes était visible à travers la paroi effondrée du tunnel où de l'argile humide commençait à tomber dans le tunnel.
La réponse officielle au signalement de la brèche est lente. Aucune mesure d'urgence n'est jugée nécessaire et un processus d'appel d'offres formel est lancé pour la réparation des dégâts. Dans la nuit du 13 avril, environ six mois plus tard, le lent suintement de l'argile humide finit par ouvrir une voie d'eau dégagée depuis le lit de la rivière, permettant à de grandes quantités d'eau de se déverser directement dans le tunnel. Lors de ce qui est devenu connu sous le nom d'inondation de Chicago (ou « grande inondation de 1992 »), l'ensemble du réseau souterrain a été rapidement inondé. Le Merchandise Mart a été touché en premier, déclarant une urgence à 5 h 57. L'hôtel de ville a commencé à être inondé vers 6 h 02, la Federal Reserve Bank à 8h29 puis les tours Chicago et Hilton à 12 h 08. Le long délai avant que certains bâtiments ne soient inondés était le résultat du comblement de plusieurs sections du système de tunnels en 1942, lors de la construction du métro. De nombreuses entreprises ignoraient que leurs sous-sols étaient toujours reliés au complexe de tunnels, car les ouvertures étaient barricadées, murées ou fermées d'une autre manière, mais pas rendues étanches. Les portes métalliques présentes du temps de l'exploitation ferroviaire avaient disparu lors du ferraillage des rails et du matériel roulant.[réf. souhaitée]
Les agences gouvernementales ont alors réagi, bien que tardivement par rapport à la détection de la première fuite. La voie d'eau a été colmatée et les tunnels ont été vidés en quelques jours à grands frais.
L'inondation a paralysé tout le secteur financier du Loop pendant plusieurs jours, entraînant des pertes économiques considérables. Les litiges en matière d'assurance ont duré des années, s'écharpant autour de la définition de l'accident, c'est- à-dire s'il s'agissait d'une « inondation » ou d'une « fuite ». Les fuites étaient couvertes par l’assurance, contrairement aux inondations. Finalement, elle a été classée comme une fuite, c'est pourquoi certains l'ont ironiquement surnommée la « Grande fuite de Chicago ».
Cet accident n'est pas la première fois qu'une méprise d'un entrepreneur menaçait d'inonder Chicago en perçant le tunnel. En 1959, une excavation a percé le tunnel, ce qui a donné lieu à une lutte intense et fructueuse pour éviter une catastrophe.

### Incidents récents
Les tunnels étaient populaires auprès des groupes d'exploration urbaine qui s'y faufilaient. Cependant, l'ensemble de tunnels a été davantage surveillé après une alerte terroriste en 2002 et tous les accès aux tunnels ont été sécurisés.
Le 14 octobre 2009, des ouvriers pompant du béton dans le tunnel sous l'autoroute Kennedy ont provoqué la déformation de la chaussée, fermant toutes les voies sauf une de l'autoroute en direction ouest.

## Conception et construction

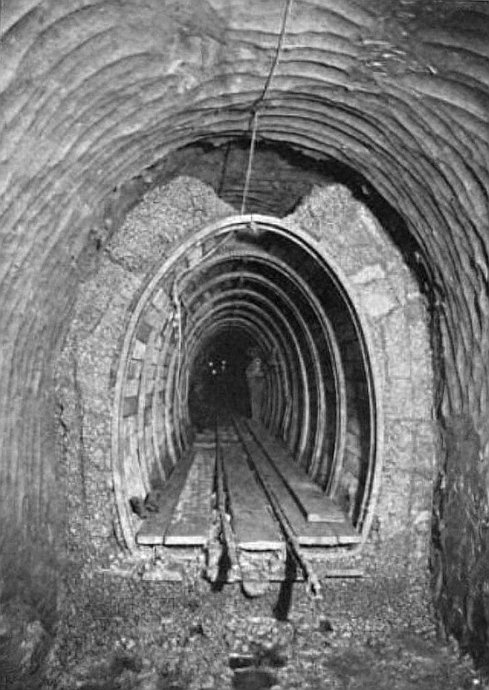
Tunnel en construction en 1902. L'argile fraîchement coupée avant le bétonnage présente des traces de couteau claires.

Les sections standard du tunnel sont de forme semi-ovoïde avec 7 pieds 6 pouces de haut (2,3 m) et 6 pieds (1,83 m) de large à la base avec des parois épaisses de 10 pouces (25 cm) et un plancher épais de 14 pouces (36 cm). Certains segments de tunnel de ligne principale ont été construits plus grands, 14 pieds (4,27 m) haut sur 12 pieds 9 pouces (3,89m). Les tunnels ont été construits à travers une couche d'argile bleue tendre, et le creusement des tunnels a été réalisé en coupant l'argile avec des couteaux à tirer modifiés. Certaines parties du tunnel étaient pressurisées à 10 livres par pouce carré (0,689 bar) lors de leur percement, tandis que d'autres ont été creusées à pression atmosphérique. Le tunnel a été revêtu de béton grossier puis imperméabilisé avec un enduit à base de poussière de calcaire et de ciment Portland,. George W. Jackson a obtenu un brevet sur le système de coffrages utilisé dans la fabrication du revêtement du tunnel en béton.
La ville a demandé que le tunnel ne soit pas construit à une profondeur inférieure à 22,1/2 pieds (3,37 m) sous le trottoir afin de laisser place à un futur tramway souterrain, lequel aurait circulé en tranchée couverte.
Pendant la construction, des voies provisoires à écartement de 14 pouces (356 mm) ont été posées rendant possible la circulation à double voie dans le tunnel large de 6 pieds (1,83 m). L'entreprise du tunnel a fait construire 900 petits wagonnets spécialement pour circuler sur cette voie. Les wagons avaient une caisse d'une capacité de seulement 0,47 yards cubes (0,359 m3), et étaient tirés par des mules depuis les têtes de tunnel jusqu'aux palans évacuant les déblais à la surface ou plus tard vers des points où les déblais pouvaient être transférés vers des wagons ordinaires à l'écartement de 2 pieds pour le transport jusqu'à la station de déchargement de Grant Park. Les cendres et déblais de construction en tout genre ont servi à réaliser la digue du parc. Les travaux de creusement de tunnels se sont poursuivis 24 heures sur 24, parcourant en moyenne 2 milles (3,22 km) de tunnel par an et par tronçon pendant les premières années de développement,.

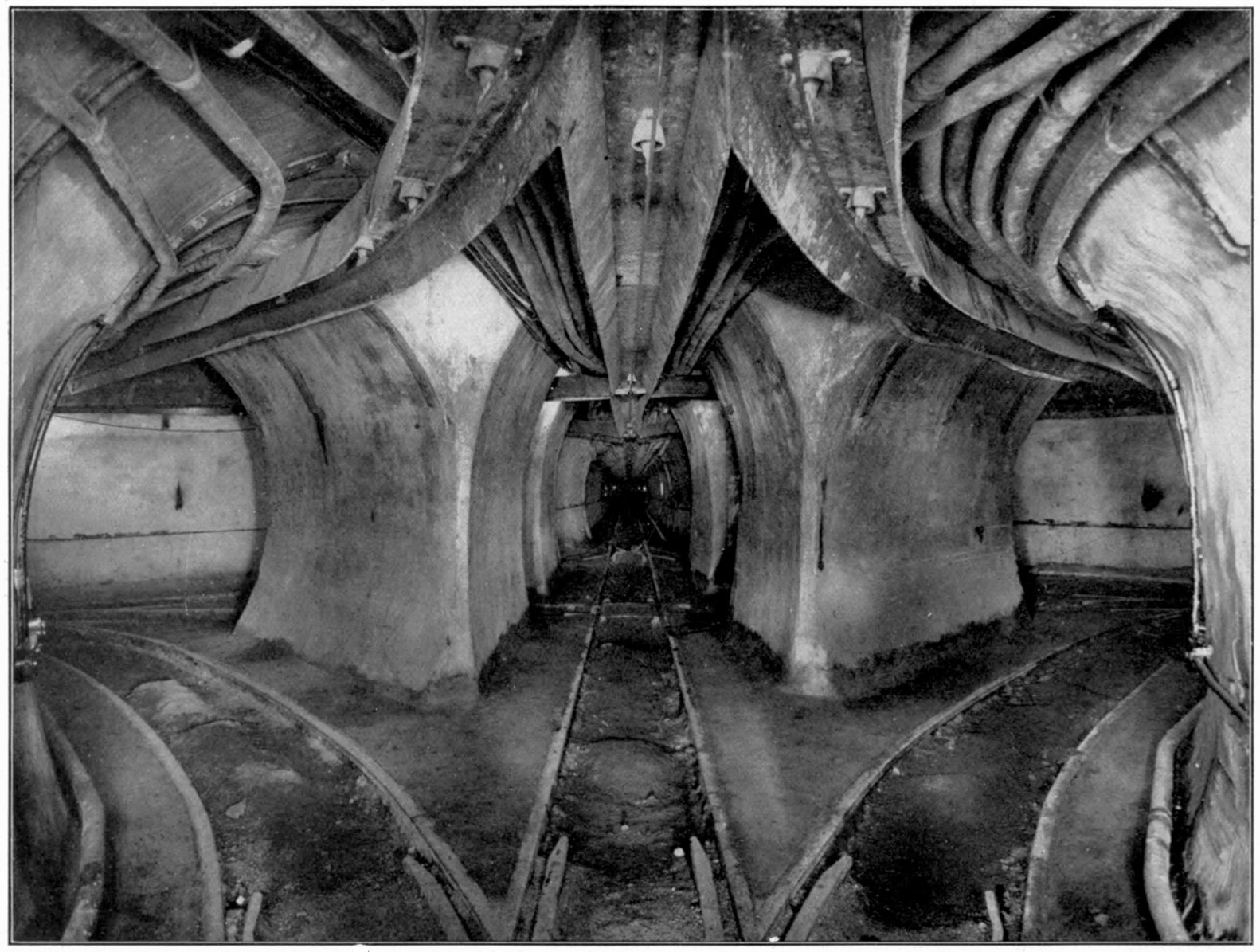
Voie ferrée dans un croisement à 90° typique surnommé Grand Union, photographié avant 1906.

La voie à écartement de 2 pieds (609,6 mm) posée dans les tunnels repose sur des rails 4,1/4 pouces (26 millimètres) de hauteur pesant 56 pouces par yard (27,8 kg/m). La voie n'a pas de traverses ; au lieu de cela, les rails sont montés sur des attaches encastrées dans le sol en béton du tunnel. Les pointes de coeur des aiguillages et croisements à niveau reposent sur des plaques d'acier encastrées dans le sol en béton,.
En raison de leur emplacement sous les rues de la ville au plan orthogonal avec des carrefours à 90°. Les courbes dans les tunnels étaient très serrés avec un rayon de courbure aussi faible que 16 pieds (4,8768 m) en voie principale et 20 pieds (6,096 m) pour les jonctions de part et d'autre des croisements à 90° sous les intersections de rues. La pente du système de tunnels était limitée à 1,75 pour cent, à l'exception des lignes menant à la station d'évacuation de Grant Park en rampe de 12 pour cent.
Le tunnel, situé à 40 pieds (12,192 m) en dessous du niveau de la rue est doté de 71 pompes électriques pour le drainage. Il y a très peu d'infiltrations dans les tunnels, conséquence naturelle de son creusement dans un sol argileux, et toute eau y pénétrant est rapidement pompée vers les égouts situés au-dessus. La ventilation est naturelle reposant principalement sur l'effet piston des trains avançant dans les tunnels étroits pour y faire circuler l'air.
Les bâtiments dotés de sous-sols profonds peuvent se connecter directement au tunnel tandis que les connexions au niveau de la surface et aux sous-sols peu profonds se font par des cages d'ascenseur,. George W. Jackson, l'ingénieur qui a construit le système de tunnels, a reçu plusieurs brevets liés à la construction de tels puits,.

## Matériel

### Locomotives

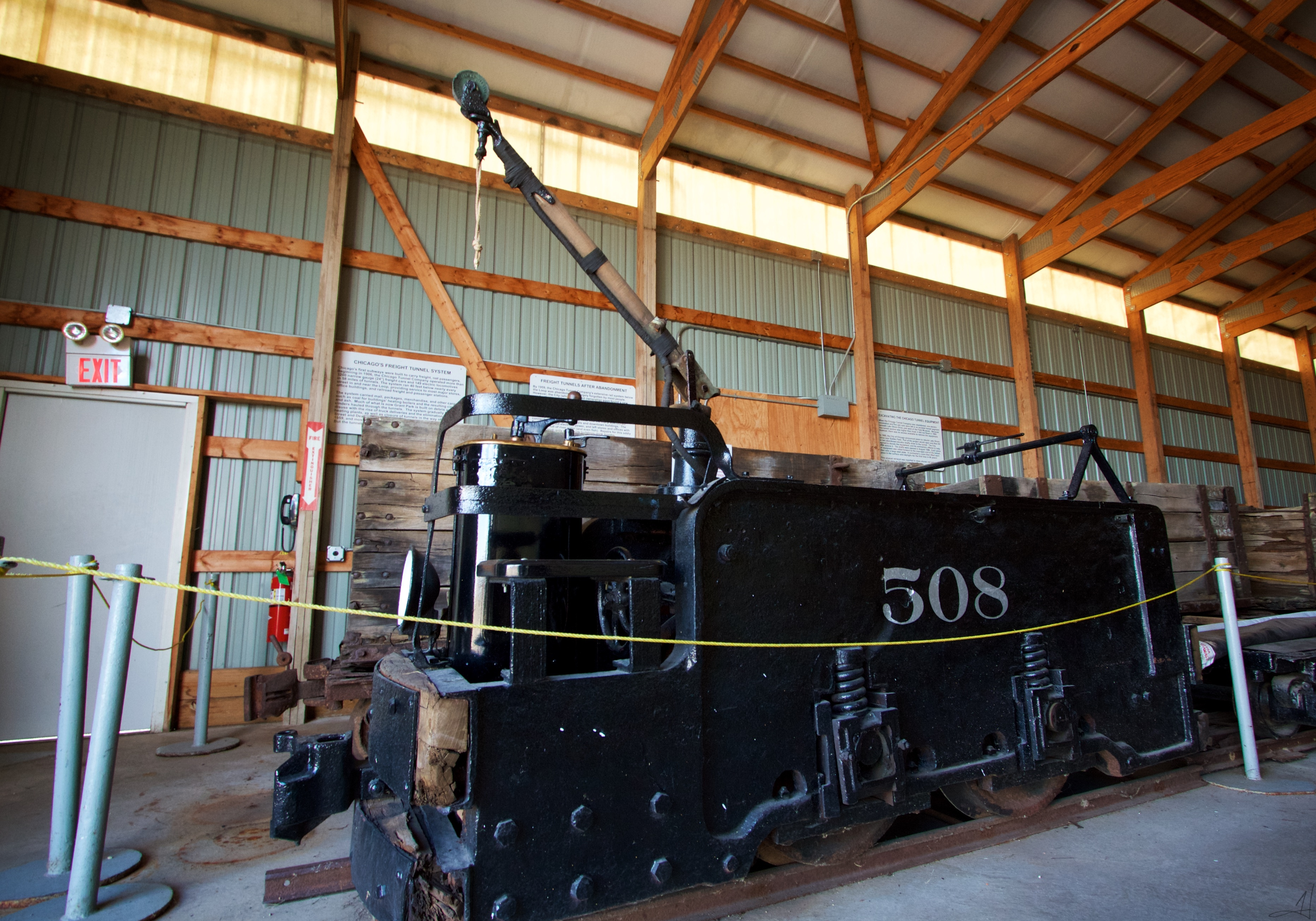
La n°508 retrouvée sous terre et restaurée par l'Illinois Railway Museum.

Les premiers trains d'essai à voie de 2 pieds circulent quelques années après le début de la construction. La majeure partie du système de tunnels est exploitée à l'aide de lignes aériennes (250 volts) et perche de contact pour l'alimentation électrique. En 1903-1904, l'Illinois Telephone Construction Company a acheté 22 locomotives classe LM à General Electric d'un poids de 5 tonnes courtes 4,535 t avec deux moteurs de traction de 15 kW. L'essentiel de la traction dans les tunnels repose sur des locomotives de mine standard fabriquées par la Jeffrey Manufacturing Company (en). Celles-ci pèsent 6 tonnes courtes et possèdent deux moteurs de traction 13 kW chacun,,. Commonwealth Edison fournit l'énergie électrique.

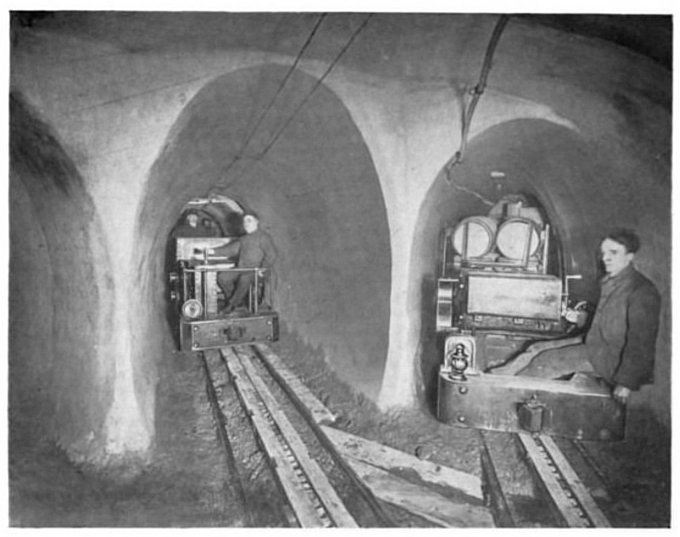
Deux locomotives Morgan à crémaillère posant pour une photo publicitaire en 1904 à State et Randolph. Le surintendant George W. Jackson est aux commandes à gauche.

Sur les rampes menant du tunnel à la station de Grant Park, le système à crémaillère Morgan vendu par Goodman Equipment a été utilisé. Les locomotives Morgan emploient un troisième rail central à gorge dentelée pour l'alimentation électrique et également comme support pour la traction,,,, ; ce système avait fait ses preuves l'industrie minière sur les fortes rampes. Un troisième rail temporaire Morgan a été installé dans les tunnels lors de l'installation des câbles téléphoniques au plafond du tunnel, mais une fois la construction terminée, le système Morgan n'est plus utilisé qu'à Grant Park , et son utilisation cesse avec la fermeture de cette station d'élimination[Quand ?].
Entre 1906 et 1908, la société du tunnel a également acheté un certain nombre de locomotives électriques au constructeur Baldwin Locomotive Works. Un exemplaire, numéroté 508, a été récupéré dans le tunnel menant au Field Museum en 1996, lorsque la reconstruction de l'autoroute urbaine Outer Drive face au musée mis au jour l'ancienne cage d'ascenseur de la station d'élimination de Grant Park. La locomotive et les wagons restaurés sont maintenant exposés dans la collection de l'Illinois Railway Museum.
En 1914, la société du tunnel exploite aussi deux locomotives Baldwin à essence sur la voie de surface de Grant Park. Longues de 12 pieds et larges de 7 pieds 6 pouces, ces locomotives pèsent 7 tonnes courtes. Le moteur à 4 cylindres étaient couplés aux roues motrices via un faux-essieu et des bielles latérales avec une transmission à deux vitesses avec une vitesse de pointe de 10 mph (16 km/h),.

### Wagons de marchandises

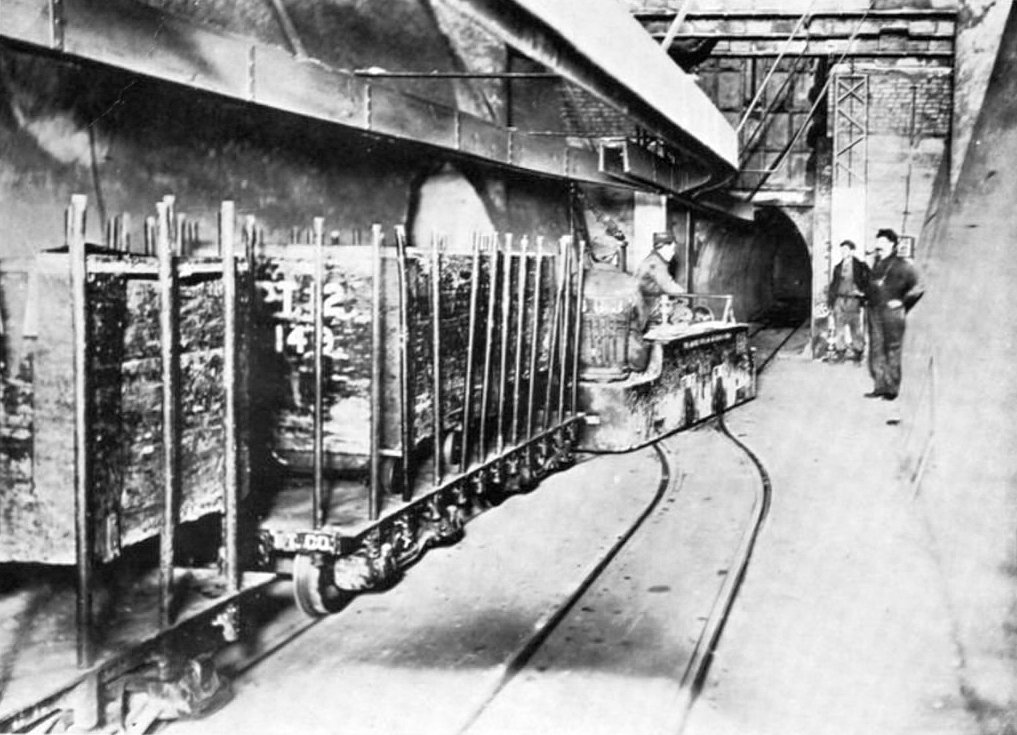
Un train sort du sous-sol du centre commercial Marshall Fields et se dirige vers le tunnel. Ces wagons de marchandises sont fabriqués par Kilbourne & Jacobs.

De construction métallique, les wagons de marchandises standards sur le tunnel sont longs de 12 pieds 6 pouces 3,81 m et larges de 3 pieds 11 pouces 1,20 m reposant sur des bogies au rayon de courbure minimal de 15 feet (4,57 meters) avec un attelage MCB « Sharon » de taille 1/2 fabriqués par National Steel Castings Co.
Le tunnel a acheté à constructeur Bettendorf des centaines de wagons plats Bettendorf pouvant être convertis en tombereaux et ayant une capacité de 30 000 livres (13 607,7711 kg) ou 15 tonnes courtes ,. Les brevets de Bettendorf incluent plusieurs brevets relatifs à des voitures qui correspondent à cette description,,,.
Les wagons d'enlèvement des cendres et des débris d'excavation sont équipés de la benne brevetée Newman d'une capacité de 3,5 yards cube (2,7 m3). L'ingénieur Newman, responsable de l'enlèvement des déblais au début de la construction, a développé cette benne car l'argile retirée lors de l'excavation du tunnel était si visqueuse qu'elle était difficile à vider avec des wagons à benne latérale conventionnels.
Des wagons supplémentaires ont été construits par Kilbourne & Jacobs. Il s'agit de simples wagons plats en métal 4 pieds (1,2192 m) de large  et 10 pieds 6 pouces (3,2 m) long avec des ranchers rapprochés pour retenir la cargaison.

## Opération
Le service commercial dans les tunnels a officiellement commencé le 15 août 1906, avec un parcours de 2 miles (3,219 kilometers) effectué en 16 minutes. À cette époque, 45 miles (72,42 kilometers) de voies sont en place, avec des connexions vers quatre chemins de fer et 40 raccordés. La flotte est alors de 67 locomotives et 400 wagons de marchandises. Dans les faits, la livraison de charbon a débuté le 13 octobre 1905, lorsque plusieurs wagons de charbon ont été remplis depuis les rampes à charbon du Chicago and Alton Railroad.
En 1915, la plupart des circulations ont eu lieu entre le 7 et 15 heures, avec un service nuit limité servant principalement à l'enlèvement des déblais d'excavation et au convoyage du charbon et des cendres. Au cours d'une journée de travail typique de 10 heures, on compte entre 500 et 600 mouvements de train, tous effectués sous l'autorité d'un système de répartition téléphonique. Des téléphones à cadran ont été installés à chaque intersection de rue afin que les ingénieurs puissent facilement rester en contact avec le répartiteur. En 1914, le tunnel emploie 568 personnes, dont 116 conducteurs, 57 liftiers, 59 camionneurs, 74 commis et trois répartiteurs. Un relevé de 1916 révèle que le tunnel transporte 18 pour cent du trafic de marchandises dans le secteur financier du Loop.
En 1929, on estime que le réseau des tunnels accueille entre 200 et 300 mouvements de trains par jour, avec 10 à 15 wagons par train. À l'époque, le tunnel compte 150 locomotives, 2 693 wagons de marchandises, 151 wagons à charbon et 400 wagons d'excavation et de cendres.
En 1954, le tunnel transporte quotidiennement 500 wagons de marchandises et 400 wagons de cendres et de débris. Il y a 83 locomotives, 1 609 wagons de marchandises, 55 camions et 272 semi-remorques. Le camionnage de surface constitue désormais une partie importante de l'activité, nécessaire pour atteindre les clients situés en dehors du centre-ville. La main-d'œuvre a considérablement diminué depuis l'apogée du tunnel, avec seulement 30 mécaniciens faisant conduisant les trains. Le taux d'embauche était devenu si faible qu'une personne ayant 25 ans d'expérience dans le tunnel était encore considérée comme un nouveau venu.

### Marchandises
En 1914, le tunnel a des liaisons directes pour l'échange de marchandises (par ascenseur) avec 26 chemins de fer et deux lignes maritimes. En outre, il y a quatre stations de tunnel publiques où les expéditeurs peuvent déposer ou récupérer des marchandises, et 36 industries disposent de raccordements directs au système de tunnels, notamment les grands magasins de Chicago, Marshall Field's, Carson Pirie Scott et Rothchild's. En 1913, le tunnel a transporté 544 071 wagons complets ou 617 981 tonnes courtes de marchandises. Sur ce total, 231 585 wagons complets ont été expédiés depuis les gares publiques, 177 743 wagons complets depuis des clients industriels desservis par le tunnel et 134 743 wagons entiers depuis des terminaux de fret ferroviaire.

### Courrier

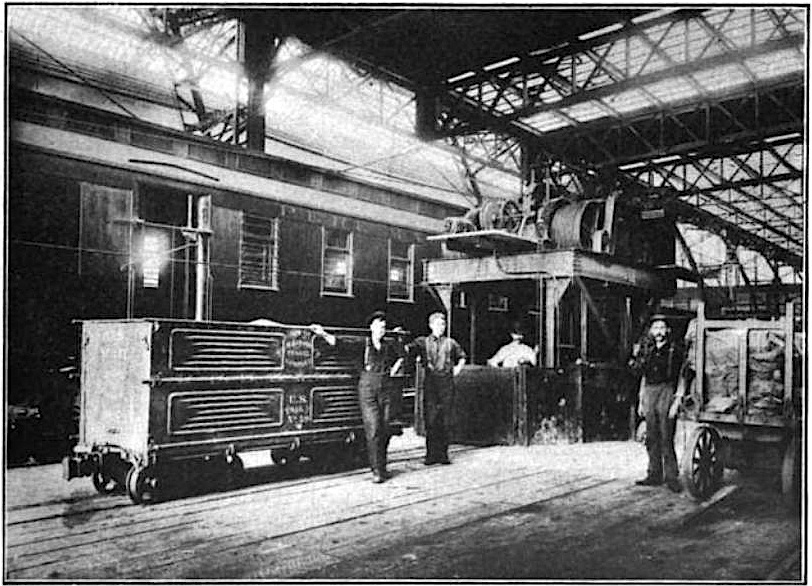
Un wagon postal tunnel, sur le quai de la gare Grand Central, devant un ascenseur menant aux tunnels de fret. Le wagonnet à bogie fait partie des centaines de wagons plats convertibles construits par Bettendorf.

L'Illinois Tunnel Company s'est dotée de connexions vers les bureaux de poste et les gares de passagers afin d'assurer le service postal entre ces deux points,. Ces dessertes débutent en septembre 1906 au tarif contractuel de 172 600 $ par an. Au bout de six mois, il est devenu évident que la Tunnel Company avait des difficultés à livrer dans les délais et la poste a menacé de résilier son contrat. Le service postal via les tunnels n'est finalement pas prolongé après la fin du contrat initial de deux ans.
En 1953, l'entreprise du tunnel envisage à nouveau de se lancer dans le secteur du courrier. Mis à part de brèves expériences , cela n'a abouti à rien.
La formule sera reprise avec davantage de succès pour la création du London Post Office Railway, inauguré en 1927 et abandonné en 2003.

### Charbon

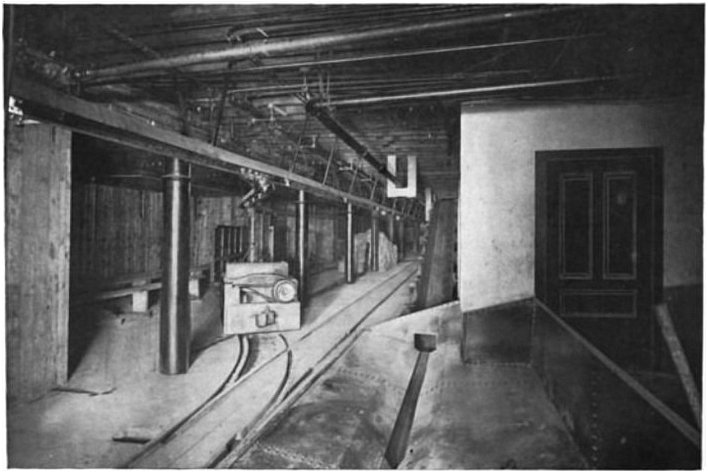
Voies de garage nouvellement construites dans un sous-sol d'immeuble, avec une trémie pour recevoir les livraisons de charbon et un convoyeur menant à la chaufferie.

En 1914, 22 bâtiments sont reliés aux tunnels pour la livraison du charbon, dont la First National Bank of Chicago, plusieurs hôtels, Marshall Field's, l'hôtel de ville et le County Building. Un total de 16 414 wagons chargés de 57 906 tonnes longues de charbon ont été manutentionnés en 1913.
Le tunnel dispose de deux stations de réception de charbon en 1915 pour charger le charbon sur les trains du tunnel. L'un est desservi par le Chicago and Eastern Illinois Railroad, l'autre par le Chicago and Alton Railroad. Les wagons du chemin de fer de surface déversent le charbon dans des trémies situés sous la voie, d'où des goulottes mènent au tunnel. Un wagonnet de la compagnie peut recevoir un chargement complet de 3,1/2 tonnes courtes de charbon en l'espace de deux secondes,,.
Le charbon est transporté dans des wagons à benne latérale pour être déversé dans une trémie située sous la chaufferie de chaque client. Un système de convoyeur transporte ensuite le charbon depuis la trémie en bordure de voie jusqu'à la salle des chaudières. Des différences existent selon la profondeur du sous-sol du bâtiment desservi. Le nouvel hôtel de ville de Chicago, à l'angle de Washington et de LaSalle, avait un sous-sol 38 pieds (11,5824 m) sous le niveau du trottoir, de sorte que la connexion du tunnel a été réalisée par une tranchée profonde de 10 pieds (3,048 m) . Les bacs à charbon de la Commercial National Bank se trouvaient sous le trottoir de la rue Clark. Là, le combustible était extrait du tunnel par un convoyeur à godets vertical circulant dans un petit puits.
Avant les années 1940, les tunnels étaient utilisés pour acheminer le charbon vers les bâtiments du centre-ville et pour éliminer les cendres ou les scories. Cependant, les camions ont commencé à siphonner une part importante des affaires et, à la fin des années 1940, les clients ont commencé à passer du charbon au gaz naturel pour chauffer leurs bâtiments. Ceux qui continuaient à brûler du charbon ont opté pour la livraison par camion car le déchargement depuis la surface était plus facile sans reposer sur un système de convoyeur complexe pour faire remonter le charbon.

### Déblais et cendres
Les premières opérations dans les tunnels sont dominées par l'enlèvement des débris d'excavation du tunnel lui-même, et une fois que le service du tunnel dessert diverses zones, plusieurs entrepreneurs ont constaté qu'il est moins coûteux de faire disparaître les débris d'excavation dans les trains du tunnel que de les transporter à travers les rues encombrées du secteur financier du Loop. En conséquence, les débris d’excavation ont continué à constituer une part importante du trafic du tunnel même après la fin des travaux de construction. Les cendres des fours à charbon prennent le même chemin de ce flux de débris,,.
Au début des travaux de terrassements, les déblais doivent être ramenés à la surface par de petits puits de construction, puis jusqu'au bord du lac par des chevaux et des chariots. En 1903, certains débris d'excavation y sont déversés sur des chalands pour être jetés dans le lac. En 1904, des tunnels avec une pente de 9 pour cent jusqu'à la station d'élimination de Grant Park ont été ouverts, et la grande majorité des débris d'excavation et des cendres sont désormais transportés pour remplir Grant Park. Un derrick avec une flèche de 65 pieds (19,81 m) soulève les bennes des wagons pour en larguer le contenu au-dessus d'une section du lac destinée à être asséchée.
Le nouveau palais de justice du comté de Cook à Chicago fait partie des chantiers de construction qui ont éliminé leurs déblais à travers le système de tunnels. Avant le creusement des tunnels de fret, les fondations superficielles étaient courantes, utilisant des grillages en fer pour répartir le poids lourd là où des bâtiments de grande hauteur étaient impliqués. L'ouverture du système de tunnels a rendu les fondations profondes presque universelles dans les quartiers desservis , à la fois car l'accès au tunnel rendait pratique l'élimination de grands volumes de déblais d'excavation et les sous-sols profonds permettaient un accès facile au tunnel pour le service du charbon et des cendres mais aussi car tunnel menaçait d'ébranler les fondations peu profondes.
En 1908, tout déversement ultérieur d'ordures au bord du lac devient interdite et la Tunnel Company répond en construisant une nouvelle station d'élimination sur la rivière Chicago. Là, des ascenseurs soulevaent les wagons du tunnel à la surface où ils sont déversés dans des « chalands à deux coques » automoteurs d'une capacité de 760 m3 qui déversersent ensuite leur contenu en eau profonde. George W. Jackson, l'ingénieur en chef du tunnel, a déposé un brevet pour un chaland correspondant à cette description.
Le remblayage de nouvelles digues au bord du lac reprend en 1913 avec la construction d'une extension de tunnel jusqu'à une nouvelle station d'élimination au-delà de ce qui était alors l'extrémité sud de Grant Park. Des ascenseurs groupés par deux soulèvent les voitures à la surface. Les déblais arrivés par cette "station d'élimination" ont créé le terrain sous le Field Museum of Natural History et l'exposition Century of Progress (actuel site de Soldier Field et de la McCormick Place),,.
En 1913, le système de tunnels a traité 51 685 wagons de débris et 14 605 wagons de cendres et autres déchets. Les déblais et les cendres sont facturés par wagon complet, ne permettant pas d'avoir d'estimation du tonnage qu'ils représentent. Une estimation de 1929 évalue quant à elle le trafic moyen combiné d'excavation et de cendres à 75 000 wagons par an. D'immenses quantités de remblais ont été transportées par tunnel jusqu'au lac lors de la construction du nouveau bureau de poste principal de Chicago, adjacent à la gare Union Station, au début des années 1920.
Même lorsque les livraisons de charbon ont été reprises par les camions, il restait encore plus efficace d'évacuer les cendres par tunnel.[réf. nécessaire]. Ce trafic a fini par représenter le business principal de l'entreprise au cours des dix dernières années d'exploitation.

### Autres activités
La société des tunnels a monnayé une curieuse activité secondaire, à savoir la climatisation, qui est réalisée en facturant de l'air naturellement frais aux théâtres et cinémas situés au-dessus des tunnels. Les McVickers, le Rialto et quatre autres salles appartenant à la même société ont utilisé l'air du tunnel pour diminuer la température en été. L'air du tunnel est également utilisé en hiver, car cet air souvent beaucoup moins froid que celui de l'extérieur, nécessite moins d'énergie pour le chauffage permettant, d'après leurs calculs, d'économiser un tiers de leur consommation de charbon.
L'air du tunnel était alors d'une température constante de 55° Farrenheit (13° Celcius) toute l’année.
En 1933, la compagnie a recherché un financement auprès de la Reconstruction Finance Corporation pour se diversifier dans le chauffage urbain, en utilisant les tunnels pour transporter des conduites de vapeur depuis une centrale à vapeur vers divers clients. À l'époque, on estime que dix pour cent des entreprises de Chicago utilisaient déjà les services de chauffage urbain fournis par l'Illinois Maintenance Company, qui faisait auparavant partie d'Insull Utilities Investment Inc.

## Dans la littérature
La construction des tunnels est évoquée dans le chapitre 23 roman d'Upton Sinclair, La Jungle paru en 1905, lorsque le personnage principal travaille à la construction des tunnels jusqu'à un accident de travail où il est percuté par un train.